# William Hood Simpson
Pour les articles homonymes, voir Simpson.
Ne doit pas être confondu avec Billy Simpson.
William Hood Simpson (18 mai 1888 – 15 août 1980) était un général américain qui a été à la tête de la 9e armée américaine durant la Seconde Guerre mondiale.

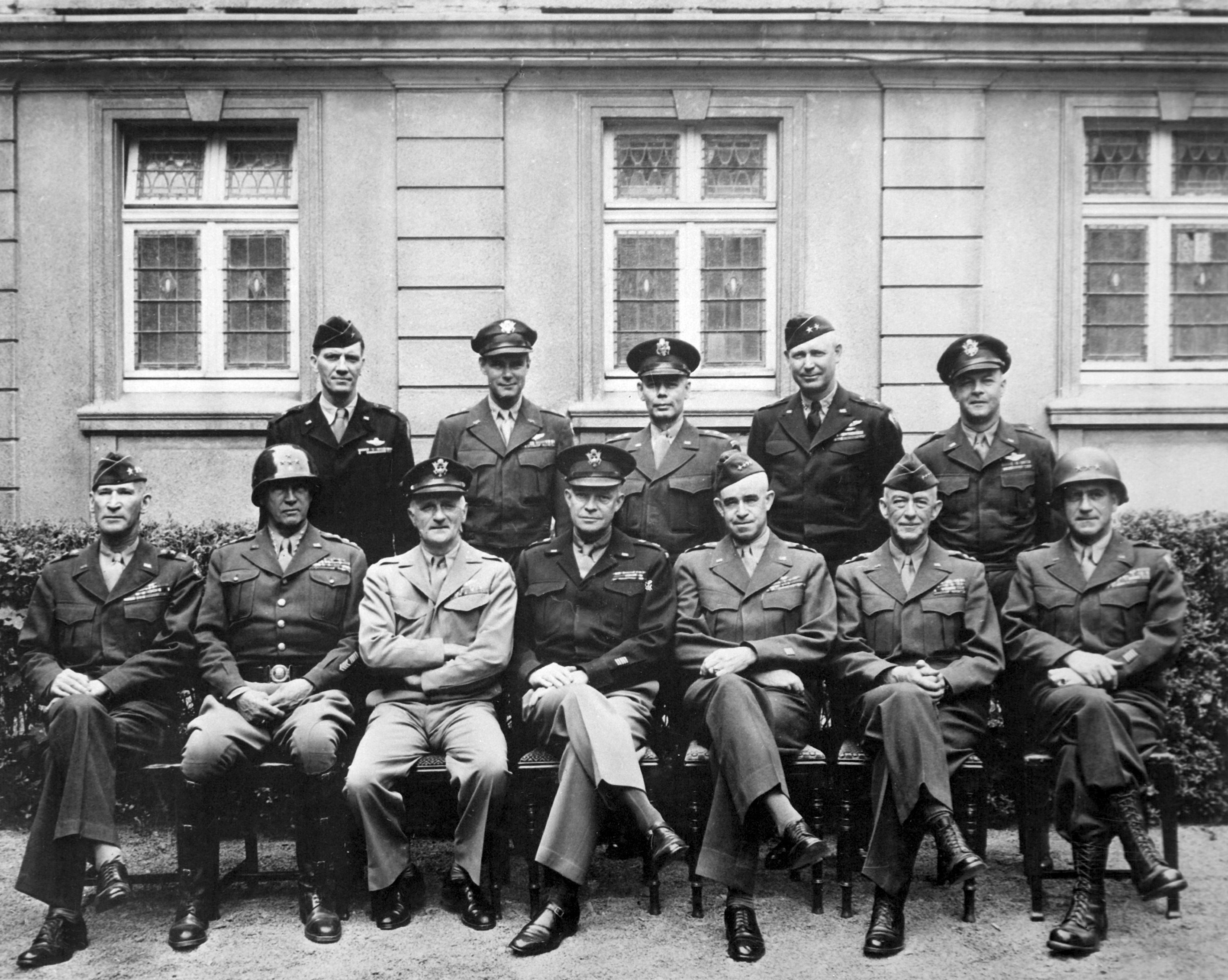
Le général Simpson (assis sur la gauche) avec d'autres généraux U.S. du SHAEF en 1945